# Tygodnik Nadwiślański
Tygodnik Nadwiślański – regionalny tygodnik, ukazujący się od lutego 1981 roku na terenie byłego województwa tarnobrzeskiego. Aktualnie tygodnik ukazuje się na terenie powiatów: tarnobrzeskiego, staszowskiego, stalowowolskiego, sandomierskiego, opatowskiego, niżańskiego, mieleckiego i kolbuszowskiego.

## Kolegium redakcyjne
W skład kolegium redakcyjnego wchodzą (czerwiec 2021):
- Rafał Nieckarz – redaktor naczelny
- Stella Bojczuk-Czachór – zastępca redaktora naczelnego
- Rafał Staszewski – sekretarz redakcji[1]

## Historia
Pierwszy numer pisma ukazał się 20 lutego 1981 roku, miał 16 stron i ukazał się w nakładzie 15 tysięcy egzemplarzy na terenie ówczesnego województwa tarnobrzeskiego. Po wprowadzeniu stanu wojennego wydawanie pisma zawieszono na trzy miesiące. 
Od 2022 roku wydawane jest czasopismo Tygodnik Nadwiślański. Historia - Zdarzyło się nad Wisłą i Sanem. 